# Tylototriton uyenoi
Tylototriton uyenoi é uma espécie de anfíbio gimnofiono, da família Salamandridae. Está presente na Tailândia. A UICN classificou-a como vulnerável.